# Estigmene perrotteti
Estigmene perrotteti är en fjärilsart som beskrevs av Guérin-meneville 1844. Estigmene perrotteti ingår i släktet Estigmene och familjen björnspinnare. Inga underarter finns listade i Catalogue of Life.